# 禹王台区
禹王台区是中华人民共和国河南省开封市南部的一个市辖区。东临顺河回族区，西临开封经济开发区，北临鼓楼区。面积57平方公里，总人口約15万人。

## 行政区划
禹王台区下辖5个街道办事处、2个乡：
三里堡街道、新门关街道、繁塔街道、官坊街道、菜市街道、南郊乡和汪屯乡。

## 人口民族
截至2013年，禹王台區總人口15萬，除漢族外，有回族、滿族、苗族等6個少數民族。
根據第七次人口普查數據，截至2020年11月1日零時，禹王台區常住人口為124859人    。